# Tetrosomus gibbosus
Tetrosomus gibbosus és una espècie de peix de la família dels ostràcids i de l'ordre dels tetraodontiformes.

## Morfologia
- Els mascles poden assolir 30 cm de longitud total.[2][3]

## Alimentació
Menja invertebrats bentònics.

## Hàbitat
És un peix marí, de clima tropical i associat als esculls de corall que viu entre 37-110 m de fondària.

## Distribució geogràfica
Es troba des del Mar Roig (des d'on ha emigrat a la Mediterrània a través del Canal de Suez) i l'Àfrica oriental fins a Indonèsia, el sud del Japó i el nord d'Austràlia.

## Observacions
És verinós per als humans.